# Renault Type AG/Type AG-1
Pour les articles homonymes, voir Renault (homonymie).
Les Renault Type AG/Type AG-1 sont des véhicules fabriqués par le constructeur français Renault. La majorité des fameux taxis de la Marne étaient de ce type.

## Historique

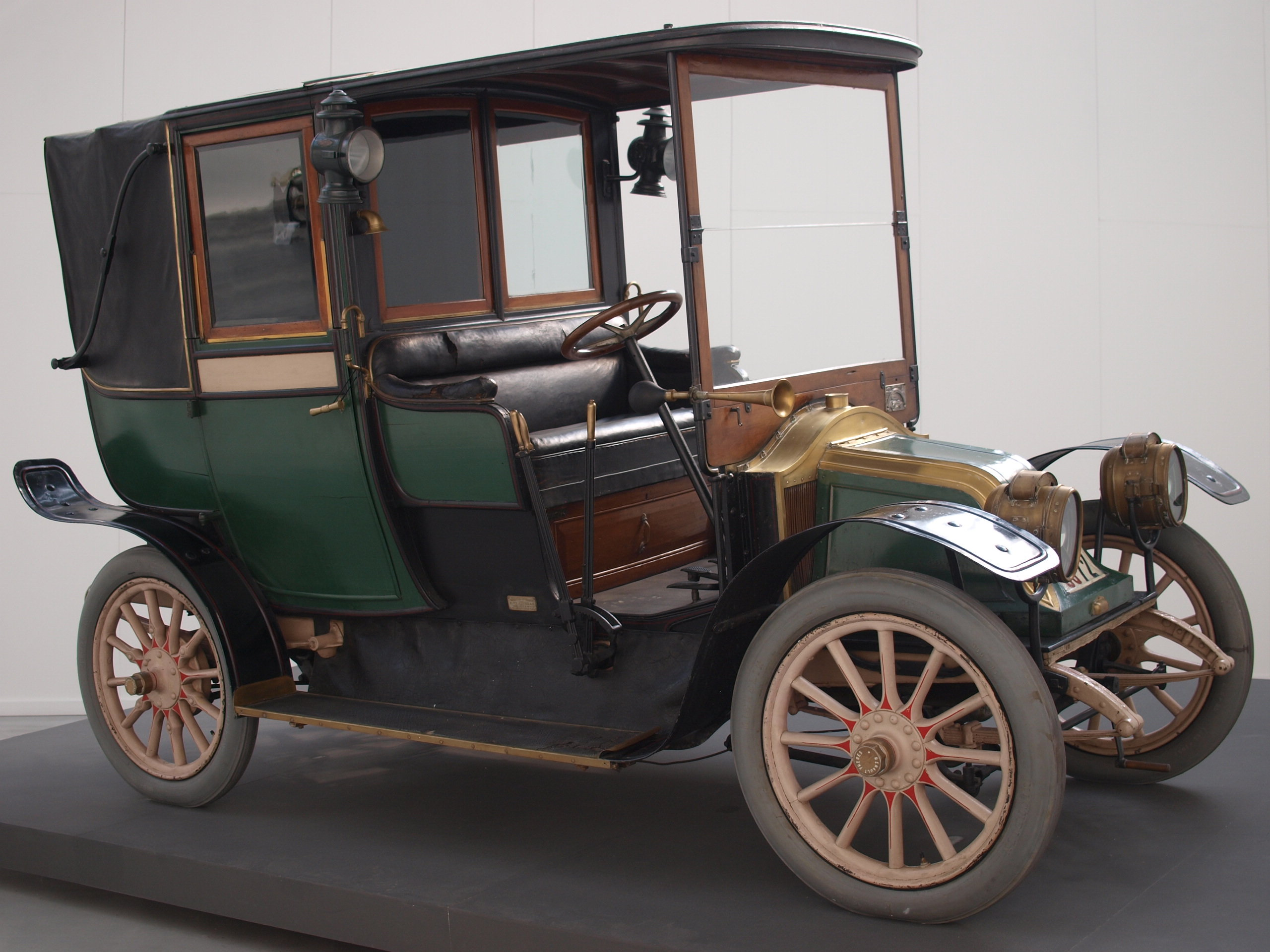
Un Renault AG

En 1904, la Société française d’études et d’entreprises va s’intéresser au marché des fiacres automobiles. Des essais comparatifs ont lieu dans Paris pendant près d’un an, donnant finalement « la palme » au modèle Renault type AG – huit CV, deux cylindres, ce qui lui vaut le surnom de « deux pattes ». 
Les essais eurent probablement lieu sur des modèles de 1905 type UA2 équipés une motorisation supérieure à 10 Cv. La limitation de la vitesse à 40 km/h de l'époque (circulation hippomobile oblige), fit pencher le choix de la motorisation en faveur du 8 Cv, plus rentable et largement suffisant. 
Le premier fiacre AG (série B) sortira des usines de Boulogne-Billancourt le 16 novembre 1905. Seize ans plus tard, le 3 novembre 1921, la production s’arrêtera avec le type FD.

## Caractéristiques
- Hauteur : 2,20 m
- Largeur : 1,60 m
- Longueur : 3,70 m
- Poids : 1 100 kg
- Moteur bicylindre - 1 205 cm3 - 8 Cv (9 Cv en 1910)

## Les taxis de la Marne
Pour des articles plus généraux, voir première bataille de la Marne et taxis de la Marne.
Le 6 septembre 1914, les troupes allemandes, venues des Ardennes, ont dépassé Château-Thierry et, depuis Meaux, menacent la capitale. Basé à Bordeaux, le gouvernement suit les évènements alors que, massée dans le Nord et les Vosges, la majeure partie de la défense française ne compte plus que sur le renfort des garnisons parisiennes dénuées de moyen de transport. Sur les 10 000 taxis en service à Paris seulement 3 000 circulent encore, la plupart des chauffeurs ayant été mobilisés. Environ 1 100 voitures, principalement de marque Renault, se rendent au front à l’appel du général Gallieni – défenseur de la place de Paris – convoyant plus de 6 000 officiers et soldats. Priés de s’entasser à cinq par véhicule, en plus du chauffeur, certains soldats de la 7e division d’infanterie font le voyage sur le marchepied. Les chauffeurs ont pour consigne de suivre le taxi précédent avec pour seul éclairage toléré celui des lanternes arrière. La majorité de ces taxis est démobilisée le 8 septembre, mais le manège dura onze jours pour cinquante d’entre eux. Les chauffeurs montent des troupes fraîches au front, tout en assurant le rapatriement des blessés et des civils égarés.
L’invasion sera finalement repoussée et cette bataille de la Marne donnera son nom à ces taxis. À leur retour, les chefs de garage relevèrent les chiffres au totaliseur car les taxis ont roulé au compteur : conformément à la répartition en vigueur les chauffeurs touchèrent 27 % de la somme indiquée au cadran, tarif no 2 pour chargement au-dessus de trois personnes, il en coûta 70 102 francs au Trésor public — soit 20 centimes le kilomètre parcouru[réf. nécessaire] lors de cette « course folle » (prix moyen d'un journal à l'époque).
Le taxi offert en 1922 au Musée des Invalides par M. Van de Velde (Directeur général de la Compagnie française des automobiles de place) est le seul taxi dont il est certain qu'il ait participé au convoi dans la nuit du 6 au 7 septembre 1914. 
Tous les taxis n’étaient pas de la marque Renault.